# Timo Kunert
Timo Kunert (Gladbeck, 12 maart 1987) is een Duits voetballer die doorgaans speelt als rechtsback. In augustus 2023 verruilde hij SV Zeilsheim voor FC 96 Recklinghausen.

## Clubcarrière
Kunert kwam in 1999 terecht in de jeugdopleiding van Schalke 04. Daar speelde hij uiteindelijk zeven jaar in de jeugd (waaronder bij de beloften), voordat hij in januari 2006 bij het eerste elftal gehaald werd. Op 7 april 2007 maakte Kunert als middenvelder zijn debuut in de Bundesliga, toen hij in het duel tegen Borussia Mönchengladbach in de negentigste minuut mocht invallen voor Mesut Özil. Na acht jaar Gelsenkirchen tekende Kunert in 2007 bij Hamburger SV. Daar speelde hij alleen in het tweede team en na twee jaar vertrok hij naar Sportfreunde Lotte. Even voor die overstap had hij al een stage gehad bij Rot-Weiß Oberhausen, maar die overgang ketste destijds af. Twee jaar later verkaste Kunert alsnog naar die laatste club, die hij na één seizoen alweer verliet om terug te keren bij Sportfreunde.
Op 2 september 2013 ondertekende Kunert een eenjarige verbintenis bij VfL Osnabrück. Na een jaar verkaste hij naar FC Saarbrücken. Daar leverde hij eind 2015 zijn contract in. In januari 2016 tekende Kunert voor TSV Steinbach. Drie jaar later verkaste hij naar FSV Frankfurt. Na twee seizoenen bij die club vertrok Kunert transfervrij naar Rot-Weiß Walldorf en een jaar later naar SV Zeilsheim. In augustus 2023 nam FC 96 Recklinghausen Kunert over.